# 589887 Fellnerjakab
589887 Fellnerjakab è un asteroide della fascia principale esterna. Scoperto nel 2010, presenta un'orbita caratterizzata da un semiasse maggiore pari a 3,199321 UA e da un'eccentricità di 0,102378, inclinata di 14,215901° rispetto all'eclittica.
È dedicato a Jakab Fellner, uno dei più importanti architetti del barocco ungherese.